# Pirova pobjeda
Pirova pobjeda je pobjeda za koju se plati prevelika cijena i koja pobjedniku nanese više štete nego poraženom.
Nazvana je prema Piru, kralju Epira, koji je nakon pobjede protiv Rima u bitki kod Askula rekao: "Još jedna takva pobjeda i mi smo izgubljeni".
Primjeri Pirovih pobjeda su:
- Bitka kod Askula
- Bitka kod Bunker Hilla
- Bitka kod Hidaspa
- Bitka kod Borodina
- Bitka kod Mogadišua
- Bitka kod Langensalza
- Opsada Sigeta
- Bitka za Vukovar